# أوكنز
 أوكنز (بالإنجليزية: AOUGUENZ)‏ هي جماعة قروية تابعة لإقليم شتوكة آيت باها ضمن جهة سوس ماسة درعة بالمغرب. بلغ مجموع عدد سكان  أوكنز  حسب إحصاءات 2004 حوالي 5886 نسمة يعيشون في 1304 أسرة.

## إحصاء عام
| السنة | عدد السكان | عدد الأسر | عدد الأجانب |
| ----- | ---------- | --------- | ----------- |
| 1994  | 7476       | 1472      | °°°°        |
| 2004  | 5886       | 1304      | 0           |

## دواوير الجماعة
- تمرنوت
- اويل
- ايت حمد اوسعيد
- اكادير اوخراز
- تكنزا
- انكفيك
- افوكراظ
- تنزاكور
- اولبن
- ايت عين
- اسغركيس